# MeshLab
MeshLab是三維立體網格處理軟體，為自由軟體，首先發佈於2005年年底。此軟體可顯示及處理大量的非結構化網格，並提供編輯、清理、修復及查核等功能，可對模型進行渲染及轉檔。
MeshLab相容於常見之作業系統：Windows、Linux及Mac OS X，
支持輸入/輸出之檔案格式包含：
- STL
- OBJ
- OFF
- 3D動畫
- VRML2.0
- U3D
- X3D
- COLLADA

MeshLab用於各種學術和研究環境，如微生物學、文化遺產及表面重建等

## 外部連結
- MeshLab官方網站 （页面存档备份，存于）
- 相關部落格 （页面存档备份，存于）包含教學範例的部落格